# Légitimité (sciences sociales)
 (décembre 2022).
Pour la notion juridique, voir Légitimité.
Selon le sociologue Max Weber, la domination est toujours légitime. Le concept de légitimité se rapporte ici à la notion de reconnaissance sociale. C'est socialement que se définit la légitimité. Dans un exemple simple, le voleur démontre qu'il légitime le droit et la justice dans son action de se cacher des policiers.
Weber définit le pouvoir (Macht) comme la potentialité que la volonté d'un individu ou d'un groupe l'emporte sur un autre, lors des relations sociales : « la puissance (le pouvoir) a toute chance de faire triompher, dans une relation sociale, sa propre volonté, même contre des résistances ; peu importe sur quoi repose cette chance » . Il définit la domination (Herrschaft) comme la potentialité qu'un groupe a de se faire obéir : « la chance, pour des ordres spécifiques (ou pour tous les autres), de trouver obéissance de la part d'un groupe déterminé d'individus. Il ne s'agit cependant pas de n'importe quelle chance d'exercer « puissance » et « influence » sur d'autres individus. En ce sens, la domination (l’« autorité ») peut reposer, dans un cas particulier, sur les motifs les plus divers de la docilité : de la morne habitude aux pures considérations rationnelles en finalité. Tout véritable rapport de domination comporte un minimum de volonté d'obéir, par conséquent un intérêt, intérieur ou extérieur, à obéir. » 
Weber voit dans l'État moderne la forme de la domination légitime actuelle. Il définit l'État moderne comme une « communauté humaine qui, dans les limites d’un territoire déterminé, revendique avec succès le monopole de la violence physique légitime » (Max Weber).

## Légitimité du pouvoir chez Max Weber
Selon Max Weber, il existe trois formes idéaltypiques de domination vues comme socialement légitimes, puisque découlant de la reconnaissance sociale :
- la domination traditionnelle, la légitimité vient de l'importance socialement accordée aux habitudes, coutumes et traditions établies au cours du temps;
- la domination charismatique, la légitimité vient du prestige social attribué ou l'héroïsme reconnu à un individu ou une institution;
- la domination rationnelle légale, la légitimité vient du respect socialement portée à l'institution sociale qu'est le Droit.  Weber étudie particulièrement le cas de la bureaucratie.